# Tjuven
Tjuven är en bok skriven av Göran Tunström som utgavs 1986.

## Handling
Den alkoholiserade Fredrik Jonson Lök i Sunne våldtar sin hustru Ida Pripp och misshandlar sina tolv barn. I huset växer även barnens kusin Johan upp, och han är förälskad i sin kusin Hedvig. Han planerar att stjäla Silverbibeln från Carolina Rediviva. Han börjar därför att studera vid Uppsala universitet. Han reser även till Ravenna.
Boken har blivit teaterpjäs, regisserad av Linus Tunström. Shima Niavarani gjorde en omtalad och hyllad rolltolkning som den känsliga, sedermera psykiskt sjuka, Hedvig.